# Férfi 110 méteres gátfutás a 2013. évi nyári európai ifjúsági olimpiai fesztiválon
A 2013. évi nyári európai ifjúsági olimpiai fesztiválon az atlétikai versenyszámok közül a férfi 110 méteres gátfutás július 16.-án és július 18.-án rendezték Utrechtben.

## Selejtező
| H   | F | Név                           | Nemzet           | E     | Mj  |
| --- | - | ----------------------------- | ---------------- | ----- | --- |
| 1.  | 1 | Fábio Filipe Da Silva Martins | Portugália       | 14.17 | Q   |
| 2.  | 1 | Juan Jose Garrancho Mendez    | Spanyolország    | 14.23 | Q   |
| 3.  | 2 | Sebastien Calme               | Franciaország    | 14.25 | Q   |
| 4.  | 2 | Gordon Skalvy                 | Ausztria         | 14.28 | Q   |
| 5.  | 2 | Mihai Vlad Chiorpec           | Románia          | 14.35 | Q   |
| 6.  | 2 | Gabriele Segale               | Olaszország      | 14.42 | q   |
| 7.  | 2 | Ilari Manninen                | Finnország       | 14.44 | q   |
| 8.  | 1 | Harun Akin                    | Törökország      | 14.49 | Q   |
| 9.  | 1 | Gleb Egorov                   | Oroszország      | 14.53 |     |
| 10. | 1 | Itamar Fayler                 | Izrael           | 14.58 |     |
| 11. | 1 | Karsten Mandar                | Észtország       | 14.86 |     |
| 12. | 2 | Ivan Khadatovich              | Fehéroroszország | 15.76 |     |
| -   | 2 | Mathias Moerk                 | Dánia            | -     | DNF |
| -   | 1 | Zdravko Bogicevic             | Szerbia          | -     | DQ  |

## Döntő
| H     | Név                           | Nemzet        | E     | Mj |
| ----- | ----------------------------- | ------------- | ----- | -- |
| Arany | Sebastien Calme               | Franciaország | 13.95 |    |
| Ezüst | Juan Jose Garrancho Mendez    | Spanyolország | 14.01 |    |
| Bronz | Gordon Skalvy                 | Ausztria      | 14.10 |    |
| 4.    | Ilari Manninen                | Finnország    | 14.13 |    |
| 5.    | Gabriele Segale               | Olaszország   | 14.17 |    |
| 6.    | Harun Akin                    | Törökország   | 14.17 |    |
| 7.    | Mihai Vlad Chiorpec           | Románia       | 14.33 |    |
| 8.    | Fábio Filipe Da Silva Martins | Portugália    | 15.78 |    |